# Kanton Roubaix-Nord
Roubaix-Nord (Nederlands: Roubaix-Noord) is een voormalig kanton van het Franse Noorderdepartement. Het kanton maakte deel uit van het arrondissement Rijsel.

## Gemeenten
Het kanton omvatte de volgende gemeenten:
- Roubaix (deels, hoofdplaats)
- Wattrelos (deels)